# Édouard Yves
Édouard Yves, né le 26 octobre 1907 à Katako-Kombe (Congo belge) et mort à une date inconnue, est un escrimeur belge pratiquant le fleuret.

## Palmarès

### Escrime aux Jeux olympiques
- 1948 à Londres,  Royaume-Uni
  -  Médaille de bronze dans l'épreuve du fleuret par équipes [1]

### Championnat de Belgique
- Champion de Belgique 1948 (Sabre)